# Zwienigowo
Zwienigowo (ros. Звенигово, mar. Провой) – miasto w Rosji, w Mari El, 90 km na południe od Joszkar-Oły. W 2009 liczyło 12 179 mieszkańców.